# Club des patineurs lyonnais
Le Club des patineurs lyonnais est un ancien club de hockey sur glace, basé à Lyon.

## Historique
Il fut créé en 1953, les matchs se disputant au Palais de Glace, avenue Jean-Jaurès (Lyon 7e).

Présidé par Louis Ludin de 1955 à 1970, le club devient champions de France en 1956 (vainqueur en finale de l’AC Boulogne-Billancourt).
En 1967, la patinoire Charlemagne est inaugurée (construite à l’initiative de l’adjoint aux sports de l’époque, Tony Bertrand). Le club remporte deux titres en Division 2 en 1972 et en 1989, ainsi que deux titres en championnat Féminins en 1995 et 1999
En 1997, le Club des Patineurs Lyonnais est mis en liquidation judiciaire. Le hockey sur glace lyonnais est repris en main par le Lyon Hockey Club.

## Palmarès
- Championnat de France : 1956
- Division 2 : 1972, 1989
- Féminins : 1995, 1999
- Champions de France Minimes en 1970
- Champions de France Cadets en 1973
- Champions de France Poussins en 1978